# Повесть о взятии Царьграда турками в 1453 году
Повести о взятии Царьграда турками в 1453 году — цикл произведений древнерусской литературы, рассказывающий об осаде и падении Константинополя, завоёванного османской армией под предводительством султана Мехмеда II Фатиха Завоевателя. Судя по значительному числу известных списков произведения пользовались большой популярностью. Хотя в Повестях содержится много достоверных сведений, некоторые их эффектные сюжетные коллизии оказываются вымыслом, поэтому в целом они представляют собой не документальные хроники, а литературные произведения.

## Повести
- «Повесть о взятии Царьграда турками в 1453 году» Нестора Искандера (предположительно). Известна в единственном Троицком списке XVI века[4].
- «Хронографическая» повесть (в составе Русского Хронографа).
- Краткая повесть «О взятии Царьграда от безбожных турчан». (В списках Западнорусской редакции Русского хронографа, представляет собой перевод латинской повести Энея Сильвия, осуществленный Максимом Греком).
- так называемый «Плач о падении Царьграда» (заключительная глава повести в редакции Русского хронографа 1512 года)[1].

### Поздние переработки
- В составе Степенной книги[5].
- В составе Хронографа Русского в его редакциях XVII века.

Читается в составе Никоновской и Воскресенской летописей, Голицынского тома Лицевого летописного свода.

### Дополнительные тексты
Кроме того, в сборники вместе с «Повестью...» включали: 
- «Сказание о происхождении Византии»
- «Сказание о происхождении Царьграда»
- статья о происхождении «турских царей».

## Редакции

### Повесть Нестора Искандера
Известна в единственном Троицком списке XVI века, без заглавия. В конце текста имеется запись, где её автором назван Нестор Искандер.
Состав:
- рассказ об основании Константинополя
- описание осады и взятия
- пророчество о судьбе Константинополя

Источники Повести:
- Летописец Еллинский и Римский; Сказание о построении храма святой Софии
- «Откровение Мефодия Патарского»
- апокрифическое «Откровение» Даниила
- пророчества Льва Премудрого

Автор сообщает о себе, что он «измлада» был пленён и «обрезан» (обращён в ислам), «много время пострадах в ратных хожениях», был очевидцем и участником осады и взятия Константинополя, при этом ежедневно записывал «творимая деяния вне града от турков», а после взятия города собрал сведения «от достоверных и великих мужей» и все это, «вкратце» изложив, передал христианам «на воспоминание преужасному сему и предивному изволению Божию». Предполагается, что Нестор Искандер был русским по происхождению и являлся непосредственным очевидцем описанных событий. И. И. Срезневский и архимандрит Леонид не сомневались в том, что он был автором Повести. Г. П. Бельченко, Н. А. Смирнов, М. О. Скрипиль считали, что в нынешнем своём виде Повесть представляет собой обработку записей Нестора Искандера другим книжником. Однако Повесть характеризуется стилистическим единством, препятствующим разделению её на текст Нестора Искандера и его редактора. А. И. Соболевский и М. Н. Сперанский сомневались в достоверности сведений, указанных в послесловии Повести. О. В. Творогов также допускал, что послесловие является литературной мистификацией. Повесть отмечена высоким литературным мастерством в рамках русской письменной традиции, сомнительным для пленника, с молодости отторгнутого от славянской книжной культуры. Учёный предполагал, что Нестор Искандер является не автором Повести, а источником сведений для её написания.
Творогов отмечает следующее: «Хотя в „Повести“ содержится немало достоверных сведений, в целом она все же чисто литературное произведение, а не документальная хроника. Некоторые эффектные сюжетные коллизии оказываются вымыслом: так, в Константинополе во время осады не было патриарха, а в „Повести“ он — одно из главных действующих лиц; последний византийский император Константин XI Палеолог был вдовцом, а в „Повести“ рассказывается о пострижении, а затем об успешном бегстве императрицы из осажденного города; совершенно не отвечает действительности рассказ об уважительном отношении Мехмеда к христианским святыням и к горожанам; не упомянут факт, имевший решающее значение для судьбы Константинополя, — переброска части турецкого флота по суше через перешеек, в результате чего вражеские корабли неожиданно оказались непосредственно под стенами города».
Как отмечают исследователи, данная Повесть в первую очередь «литературное произведение, подчиненное определённому идеологическому замыслу: автор стремится показать неизбежность гибели Константинополя, погрязшего в грехах, прославляя при этом мужество и героизм защитников города; сюжет создаётся целенаправленным отбором исторических фактов в сочетании с откровенно вымышленными сюжетными эпизодами». В Повести проводится мысль, что Византия как держава завершила своё развитие, а её падение предсказано в легенде о борьбе змея с орлом (ислама и христианства), связанной с основанием Царьграда. Со ссылкой на ту же легенду автор пишет о появлении в будущем «русого рода», который спасёт Царьград от власти завоевателей. В произведении искусно использована стилистика воинской повести.

### «Хронографская» редакция
М. Н. Сперанский предполагал существование общего источника у Троицкого списка («искандеровской» редакции) и «хронографической» редакции, текстуально близкой к первой, но более краткой.

## Архетип
Обнаружение С. Н. Азбелевым фрагмента «хронографической» редакции в рукописи XV века позволяет датировать создание архетипного текста Повести XV веком.

## Значение
Падение Константинополя произвело огромное впечатление на все европейские народы. Среди многочисленных литературных откликов на это событие особое значение имеет данная древнерусская историческая Повесть, которая представляет собой не только талантливое литературное произведение, но и, несмотря на ряд вымышленных элементов сюжета, важный исторический источник, стоящий в одном ряду с описаниями того же события, принадлежащими грекам Дуке, Георгию Сфрандзи и Лаонику Халкокондилу. Повесть является произведением выдающегося русского писателя XV века, хорошо осведомлённого об обстоятельствах гибели Константинополя.

## Влияние
Повесть в двух основных редакциях оказала большое влияние на русское историческое повествование XVI — начала XVIII веков. Ей подражают:
- Казанская история
- Летописец начала царства
- «Повесть книги сея от прежних лет», приписываемая И. М. Катыреву-Ростовскому
- Авраамий Палицын в своём Сказании
- составитель одной из переработок Повести о начале Москвы
- «Хронографическая» редакция Повести вошла в «Скифскую историю» А. Лызлова (1692 год)
  - через её посредство в книгу «Историа о разорении последнем святаго града Иерусалима от римскаго цесаря Тита сына Веспасианова, вторая о взятии славнаго столичнаго града греческаго Константинополя (иже и Царьград) от турскаго султана Махомета втораго» (М., 1713), переиздававшуюся в 1716, 1723, 1745, 1765, 1769 годах и далее, до начала XIX века
- к этому изданию восходит болгарская повесть, встречающаяся в составе «Дамаскинов» второй половины XVIII века
- на древнерусских источниках основывался и автор «Истории Царьградской» И. В. Паузе (умер в 1735 году).
- в начале XVIII века сюжетные мотивы Повести были использованы автором анонимного сочинения «О зачатии и здании царствующаго града С.-Петербурга».
- сюжет «знамения» — борьба орла со змеей — широко использовался в памятниках прикладного искусства XVII — начала XVIII века.

## Издания
- Повесть о Царьграде (его основании и взятии турками в 1453 году) Нестора Искандера XV века / Сообщ. архимандрит Леонид. — СПб., 1886 (Памятники древней письменности и искусства, № 62). Троицкий список;
- Памятники литературы Древней Руси. Вторая половина XV в. — М. : Худож. лит., 1982. — С. 216—267; 602—607;
- Повесть о взятии Константинополя турками в 1453 году / Подготовка текста, перевод и комментарии О. В. Творогова // Библиотека литературы Древней Руси / РАН. ИРЛИ; Под ред. Д. С. Лихачева, Л. А. Дмитриева, А. А. Алексеева, Н. В. Понырко. СПб. : Наука, 1999. Том 7 (Вторая половина XV века). Электронная версия Архивная копия от 12 сентября 2018 на Wayback Machine. Электронные публикации Института русской литературы (Пушкинского Дома) РАН. Троицкий список.